# Распутица
Распу̀тица е руски термин за двата сезона от годината, когато пътуването по неасфалтираните пътища из Русия е затруднено поради калните условия, създавани от дъжда или топящите се снегове. Отнася се както за пролетта, така и за есента. Понякога се отнася и за състоянието на пътищата през двата периода. В блатистите райони распутицата е по-тежка. Явлението неведнъж е помагало на страната във времена на война.

## Влияние
Терминът се отнася за калните условия по пътищата в Русия, Беларус и Украйна. Те се създават вследствие лошото отводняване на глинените почви, които са често срещани в тези държави. През период на распутица максималната тежест на превозните средства по пътищата е обект на ограничения в някои части на Русия. Явлението е голямо препятствие в началото на XX век, тъй като около 40% от селата не разполагат с асфалтиран път.
Все пак распутицата е и известно отбранително предимство във военни времена. Пролетното топене на снеговете играе голяма роля в спасяването на Новгород от нашествието на монголците през XIII век. По време на Френско-руската война през 1812 г. настъплението на Наполеон е силно възпрепятствано от калта. На Източния фронт през Втората световна война дългият кален период забавя германското настъпление в битката за Москва (октомври 1941 г. – януари 1942 г.) и спомага за спасяването на съветската столица от окупация.

## Галерия
- Распутица в околността на Москва през есента на 1941 г.
- Войници на Вермахта теглят автомобил през калта, ноември 1941 г.
- Немски коне, затънали в калта на Курска област през пролетта на 1942 г.
- Улица в град Сокол, октомври 2012 г.